# Gert Schlotter
Gert Schlotter (ook: Gerd Schlotter) (Leipzig, 15 januari 1930 – Dömitz, 5 oktober 2021) was een Duits componist, muziekpedagoog en dirigent.

## Levensloop
Schlotter studeerde aan de Felix Mendelssohnschool voor muziek en theater in Leipzig. Hij werd ensemble-leider in het huis van de pioniere (jeugdorganisatie van de Duitse Democratische Republiek) te Leipzig. Sinds 1974 was hij docent aan de Felix Mendelssohnschool voor muziek en theater in Leipzig. Verder was hij hoofd van de afdeling dans- en lichte muziek bij de zender Leipzig van de omroep van de DDR. Hij was gastdirigent van het Rundfunk-Blasorchester Leipzig en dirigent van het volksliedkwartet bij de zender Leipzig. Verder had hij een eigen instrumentaal-groep opgericht.
Als componist schreef hij werken voor koren en harmonieorkest, maar ook filmmuziek en muziek voor televisieseries.
Gert Schlotter overleed in 2021 op 91-jarige leeftijd.

## Composities

### Werken voor harmonieorkest
- 1961 Millionen grüßen Gagarin, marslied - tekst: Hans Löhnert
- 1980 Karpatensommer, voor harmonieorkest
- 1983 Heut' ist Zookonzert, voor kinderkoor en harmonieorkest

### Werken voor koren
- Der kleine Trompeter, voor kinder- of jeugdkoor
- Europa im Lied - Volkslieder aus Europa, voor gemengd koor en piano

1. Ich hört ein Sichelein rauschen
2. Der Schäfer und die Schäferin
3. Jungfer Cathleen
4. Die Nacht ist gekommen
5. Die Trauernde
6. Toi hola
7. War eine Liebe treu gemeint
8. Heut soll das große Flachsernten sein

- In dem schönen Monat Mai, voor gemengd koor
- Westharzer Triolett - Harzer Volkstanz, voor gemengd koor

### Vocale muziek
- Ich wollt' ein Rehlein jagen, voor sopraan, alt, tenor, gemengd koor en instrumenten (uit een liedboek van de Halberstädter Singkreises)

### Filmmuziek
- 1962 Bootsmann auf der Scholle
- 1966 Der arme Müllerbursch und das Kätzchen